# Ptochophyle crypsaurea
Ptochophyle crypsaurea là một loài bướm đêm trong họ Geometridae.